# Топопроводник
Топопроводни́к (англ. topoconductor), или топологический проводник, — термин, введённый компанией Microsoft в 2025 году для обозначения нового класса материалов, применяемых в топологических квантовых вычислениях.
Эти материалы способствуют созданию и стабилизации майорановских нулевых мод, которые служат основой для топологических кубитов. Microsoft утверждает, что топопроводники представляют собой принципиально новое состояние материи, отличное от обычных проводников, диэлектриков и сверхпроводников.

## Свойства и функции
Топопроводники разработаны таким образом, чтобы размещать неабелевые энионы, что позволяет осуществлять более стабильные операции с кубитами при квантовых вычислениях. Эти материалы позволяют формировать топологические квантовые состояния, которые по своей природе устойчивы к ошибкам, вызванным шумом окружающей среды.
Чип Majorana 1 компании Microsoft является первым известным квантовым процессором, использующим топопроводники, что знаменует переход от традиционных технологий, основанных на сверхпроводящих кубитах.